# Christine Hawighorst

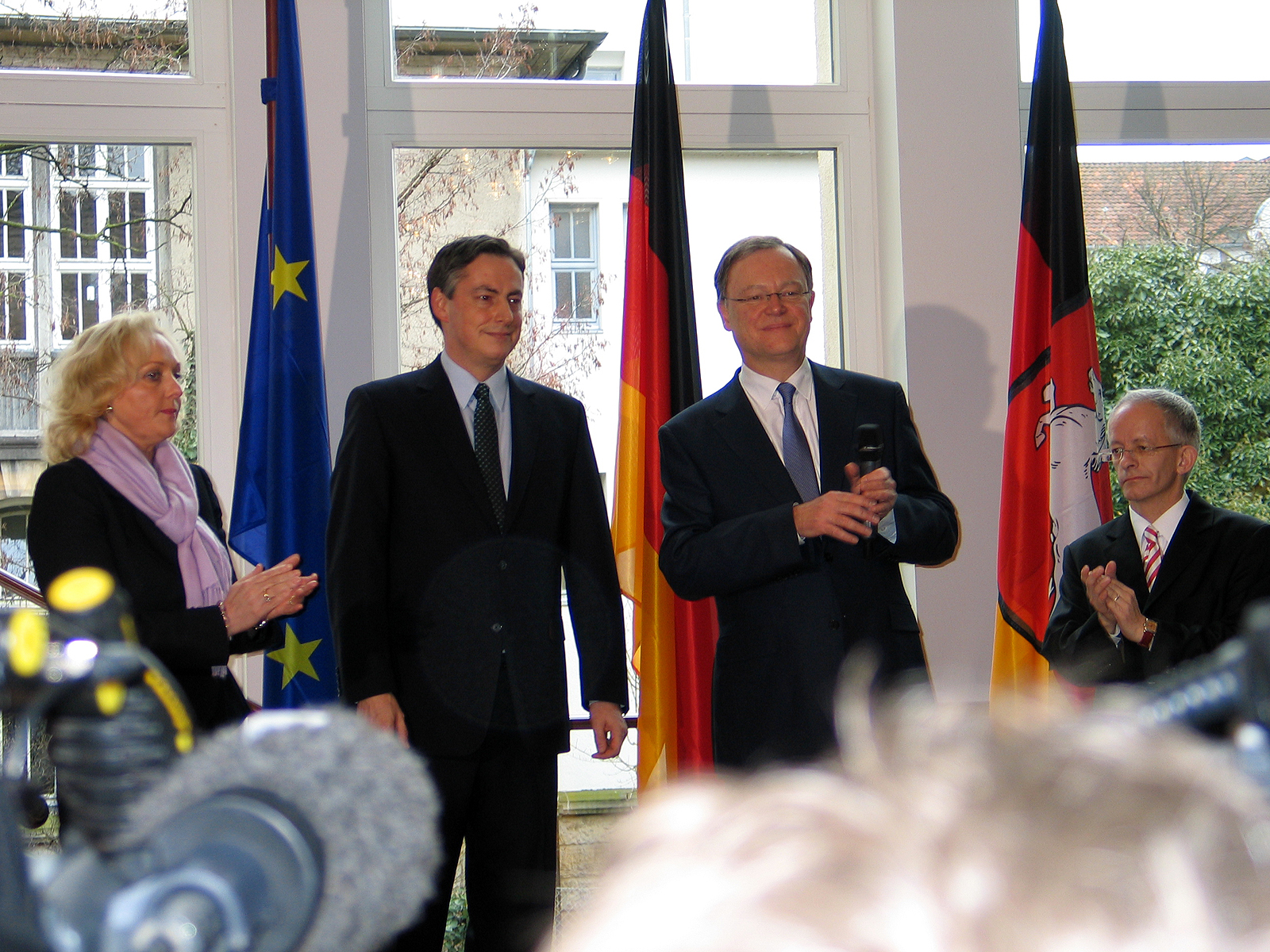
Amtsübergabe in der Niedersächsischen Staatskanzlei; von links: Christine Hawighorst, David McAllister, Stephan Weil und Jörg Mielke (2013)

Christine Hawighorst (* 27. Dezember 1963 in Delmenhorst) ist eine deutsche politische Beamtin.
Von Dezember 2005 bis April 2010 war sie Staatssekretärin des Niedersächsischen Ministeriums für Soziales, Frauen, Familie und Gesundheit, von April 2010 bis Juli 2010 Staatssekretärin des Niedersächsischen Kultusministeriums und von Juli 2010 bis Februar 2013 Chefin der Niedersächsischen Staatskanzlei.

## Leben
Nach dem Studium der Rechtswissenschaften an der Universität Osnabrück und dem Referendariat war sie zunächst bei der Bezirksregierung Weser-Ems, dann bei der Stadt Lingen (Ems) und schließlich als Kreisrätin beim Landkreis Emsland tätig. Berufsbegleitend absolvierte sie ein Zweitstudium und wurde im Jahre 2002 mit einer psychologischen Arbeit zum Thema Kriminalprävention promoviert.
Von Dezember 2005 bis April 2010 war sie Staatssekretärin des niedersächsischen Sozialministeriums unter Ministerin Mechthild Ross-Luttmann. Die Neue Osnabrücker Zeitung bezeichnete sie als eine der wenigen ministrablen Persönlichkeiten der niedersächsischen CDU in der zweiten Reihe hinter den amtierenden Ministern; auch die hannoversche Neue Presse nannte sie nach der Landtagswahl 2008 als mögliche Kandidatin etwa für das Amt der Justizministerin.
Am 27. April 2010 wechselte Hawighorst in das Kultusministerium, der dort bisher als Staatssekretär amtierende Bernd Althusmann wurde im Rahmen einer Kabinettsumbildung zum Kultusminister berufen.
Bereits im Juli 2010 wechselte sie erneut das Ressort; sie wurde Chefin der Staatskanzlei unter dem neuen Ministerpräsidenten David McAllister. Im Rahmen dieser Aufgabe vertrat sie das Land Niedersachsen im ZDF-Fernsehrat. Nach der Landtagswahl in Niedersachsen 2013 und dem Regierungswechsel wurde sie im am 19. Februar 2013 durch Jörg Mielke abgelöst.
Von 2014 bis 2018 war Christine Hawighorst Prokuristin und Pressesprecherin der Cewe Stiftung & Co. KGaA.

## Schriften
- Untersuchungen zur Kriminalität und Kriminalitätsfurcht in einer Mittelstadt: Problembereiche, Handlungskonzepte für kommunale Präventionsmaßnahmen und deren Erfolge, dargestellt am Beispiel der Stadt Lingen (Ems), Dissertation. Universität Osnabrück. Pabst, Lengerich 2003, ISBN 3-89967-025-6.